# شرطی‌شدن ترس

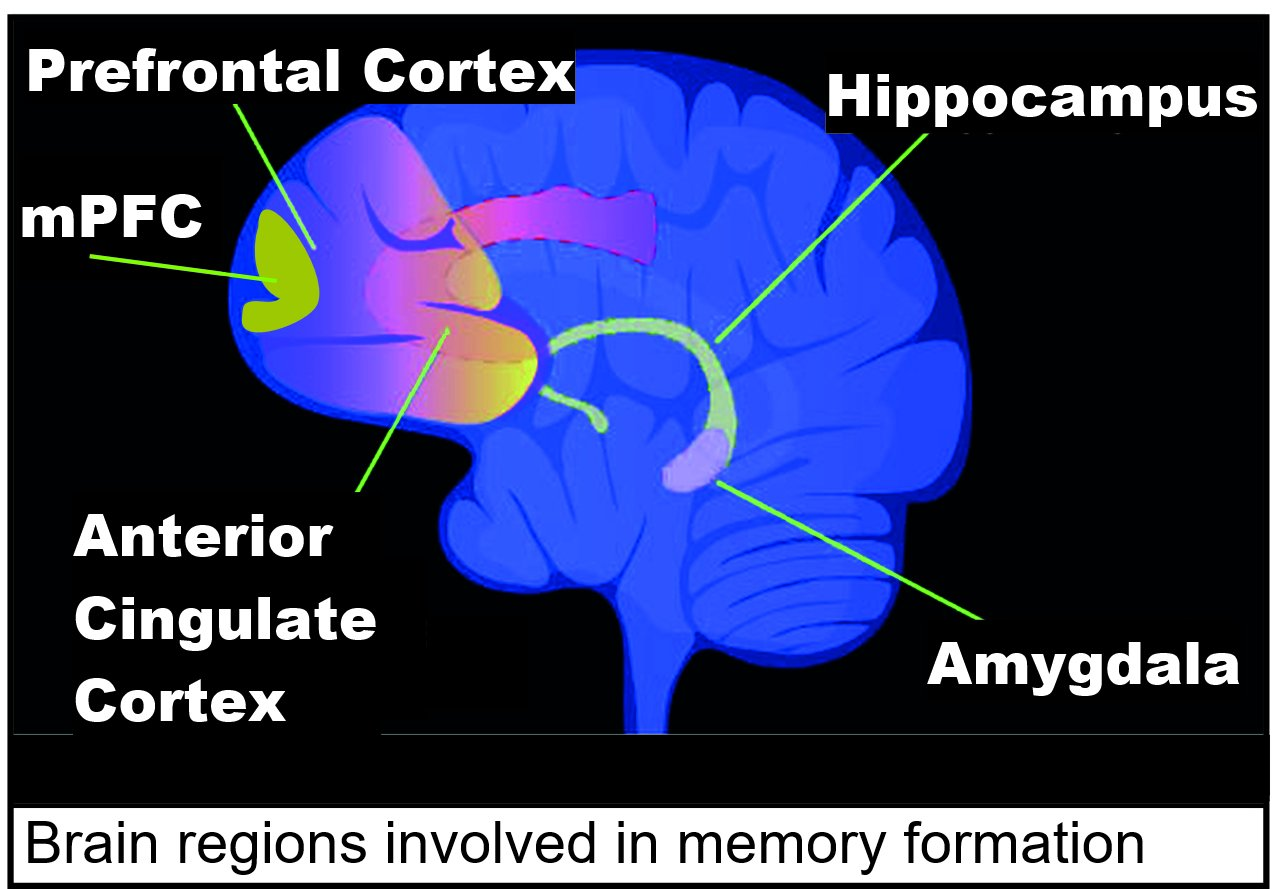
دربردارندهٔ قشر پیشانی مغز میانی (mPFC)

شرطی‌شدن ترس یا شرطی‌سازی ترس (به انگلیسی: Fear conditioning) پاولفی یک الگوی رفتاری است که در آن جانداران زنده یادمی‌گیرند رویدادهای بد را پیش‌بینی کنند. نوعی از یادگیری است که در آن یک محرک بد (مثلاً یک شوک الکتریکی) با یک زمینه خنثی خاص (مانند یک اتاق) یا یک محرک خنثی (مانند یک لحن) همراه است، که سبب بیان پاسخ‌های ترس به حالت اولیه می‌شود. محرک یا زمینه خنثی این را می‌توان با جفت کردن محرک خنثی با یک محرک بد (مانند شوک الکتریکی، صدای بلند، یا بوی نامطبوع) انجام داد. در نهایت، محرک خنثی به تنهایی می‌تواند حالت ترس را ایجاد کند. در واژگان شرطی‌سازی کلاسیک، محرک یا زمینه خنثی «محرک شرطی» (CS)، محرک بد، «محرک غیرشرطی» (US)، و ترس «پاسخ شرطی» (CR) است.